# A szarral nem szabad szarozni
A szarral nem szabad szarozni (It Hits the Fan) a South Park című rajzfilmsorozat 66. része (az 5. évad 1. epizódja). Elsőként 2001. június 20-án sugározták az Egyesült Államokban.

## Cselekmény
|  | Alább a cselekmény részletei következnek! |

Kyle-nak jegye van az Oroszlánkirály musicalváltozatára, de Cartman sokkal érdekesebb hírrel szolgál: este az HBC-n a Hekusok című sorozatban elhangzik a „szar” szó, méghozzá cenzúrázatlanul. Az egész ország megnézi az epizódot, amelynek hatására közhasználatba kerül a „szar”, és mindenki mindenre ezt mondja. Még Ms. Choksondiknek is azt kell tanítania az iskolában, hogy mikor számít helyesnek egy mondatban való használata és mikor helytelennek. Mr. Garrison pedig felfedezi, hogy mióta felvállalta másságát, azóta cenzúrázás nélkül ki tudja mondani azt a szót, hogy „buzi”. Mindeközben egy rejtélyes járvány tizedeli a város lakosságát.
A fiúk rájönnek, hogy a betegségnek, amit Kenny is elkapott, köze van a „szarozáshoz”, ezért Séf bácsi segítségét kérik. Elutaznak az HBC főhadiszállására, ahol azonban elzavarják őket. A vezérigazgató tervei között ugyanis az szerepel, hogy előbb a tévében elhangzik a „szar” kétszer is, majd a „Szaros TV” című műsorblokkban folyamatosan ezt a szót használják majd, meglovagolva a népszerűséget. Egy különös páncélos alak egy rejtélyes zöld kővel betör a tévé épületébe, de ott végeznek vele, a srácok pedig elteszik a kövét. Séf bácsi ötletére kutatásba kezdenek. Las Vegasba mennek az Excalibur kaszinóba, ahol rájönnek, hogy összefüggés van a szó és a pestis, a Fekete Halál között. A Szabványos és Hagyományok Lovagrendjének egyik tagja volt az illető, akié a kő volt, s ő meg próbálta akadályozni, hogy a folyamatos káromkodás miatt elárassza a pusztítás a világot. A „Szaros TV” forgatási helyszínére utaznak, a lovagokkal egyetemben, de sikertelenül próbálják meg leállítani a felvételt. A vezérigazgató addig „szarozik”, amíg váratlanul meg nem jelenik egy óriási sárkány. Végül Kyle-nak sikerül megállítania a kő segítségével, majd levonja a tanulságot: nem szabad annyit káromkodni, mert egyrészt pusztulást hozhat ránk, másrészt pedig maga a szó is elkopik, ha túl sokat emlegetik.

## Kenny halála
Kenny elkapja a pestist, de csak a rész legvégén hal meg.

## Érdekességek
- A rész alatt a bal alsó sarokban volt egy számláló, amely azt számolta hányszor hangzott el a „szar”. A rész végén 162-n áll.
- Mr. Garrison azt állítja, hogy aki homoszexuális, az anélkül mondhatja ki azt a szót, hogy „buzi”, hogy kisípolnák. Ez Randy esetében így is történik, de Jimbo ki tudja mondani, így feltehetően meleg.